# 瓦山鼠尾草
瓦山鼠尾草（学名：Salvia himmelbaurii）为唇形科鼠尾草属的植物，是中国的特有植物。分布于中国大陆的四川等地，生长于海拔3,300米的地区，常生长在生境草坡和路边，目前已由人工引种栽培。